# 最終列車で始まる恋
『最終列車で始まる恋』（さいしゅうれっしゃではじまるこい）は、名古屋テレビ放送（メ〜テレ）で2023年から放送される日本のテレビドラマシリーズ。

## 概要
2012年開局50周年記念作品として開始以来10年間名古屋鉄道（名鉄）の協力の下名古屋行き最終列車シリーズを放送してきたが、2022年に開局60周年を迎え「第2章」として放送する。前シリーズはオムニバス形式であったが今シリーズは連続ドラマ形式となる。

### 放送
2023年1月に名古屋テレビ放送開局60周年記念作品として3週連続で放送される。

## キャスト

### 第1弾
2023年1月15日から1月29日の3週連続放送。
都築晴
演 - 飯島寛騎（幼少期：正垣湊都）

桜井茉子
演 - 久間田琳加

演 - 越村友一

野々山七瀬(ネイリスト)
演 - Kuro

## スタッフ
- 監督 - 神道俊浩（メ〜テレ）
- 脚本 - おかざきさとこ
- 主題歌 - チョーキューメイ「最終列車で君に会いに行く」（配信シングル）[4]

## 放送日程・サブタイトル
第1弾
| 話数  | 放送日        | 放送時間        |
| ----- | ------------- | --------------- |
| 第1夜 | 2023年1月15日 | 23:55 - 翌0：25 |
| 第2夜 | 2023年1月22日 | 23:55 - 翌0：25 |
| 第3夜 | 2023年1月29日 | 23:55 - 翌0：25 |